# Arxiv

Arxiv.org (skrivs arXiv) är en databas för digital förhandspublicering av ännu ej granskade vetenskapliga artiklar (preprints), inom disciplinerna matematik, fysik, astronomi, datavetenskap, kvantitativ biologi, statistik, och kvantitativ finansvetenskap. Alla arkiverade artiklar är tillgängliga via Internet. Arxiv sjösattes den 14 augusti 1991 och passerade 500 000 arkiverade artiklar den 3 oktober 2008. Antalet inlämnade bidrag har ökat stabilt sedan starten och ligger idag (8 juli 2014) på drygt 7 000 per månad.

## Principen om öppen tillgång

Logotyp för projektet Open Access.

Publikationsdatabaser som Arxiv erbjuder publicering av vetenskapliga arbeten enligt principen om fri tillgänglighet (en. "open access"). Det går i korthet ut på att göra vetenskapliga artiklar offentliga och allmänt tillgängliga innan de publiceras i referentgranskade vetenskapliga tidskrifter. Författarna får tillgång till en läsekrets, som kan bidra med konstruktiv kritik innan arbetet slutligen skickas vidare till en tidskrift – och läsarna får tillgång till forskning mycket snabbare än de skulle få om de väntade tills resultaten publicerades i någon av de traditionella tidskrifterna.

## Historia
Arxiv utvecklades och startades av Paul Ginsparg, bland annat för att ersätta en multinationell e-distributionslista för förhandspublicerade artiklar, som under två år hade drivits manuellt av Joanne Cohn. Till en början fungerade Arxiv som en lagringsplats för förhandspublicerade artiklar i fysik, vilket senare utökades till artiklar i astronomi, matematik, datavetenskap, icke-linjära studier (t.ex. implementeringar av kaosteori), kvantitativ biologi och nu senast statistik. För att kunna beskriva artiklarna på ett sätt som skilde dem från eventuella tryckta versioner, antogs begreppet ePrint. 2002 mottog Ginsparg utmärkelsen MacArthur Fellows Program för sitt arbete med Arxiv.

## Administration och finansiering

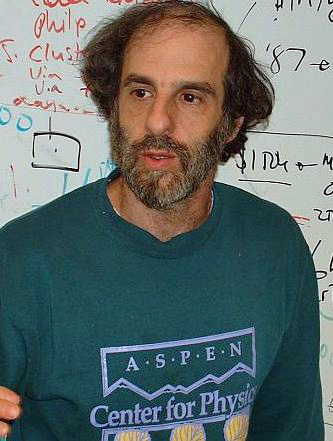
Arxivs grundare Paul Ginsparg under en föreläsning vid Cornell University.

Arxiv låg från början under Los Alamos National Laboratory och kallades LANL Preprint Archive, men ligger sedan 2001 på Cornell Universitys servrar och sköts av universitetets bibliotek.
2010 antogs en ny finansieringsform för databasen och i september 2011 tog Cornell University Library även över det formella administrativa och finansiella ansvaret för Arxiv, inklusive drift och utveckling, från Ginsparg.
Budgeten för Arxiv ligger på ca. 826 000 USD (ca. 5,65 mnkr (8 juni 2014)) per år för perioden 2013–2017. Finansiärer är Cornell University Library, Simons Foundation och 174 enskilda institutioner runtom världen. De sistnämnda bidrar genom en årlig medlemsavgift, 2 300–4 000 USD, beroende på hur mycket de använder databasen. Tre nordiska universitet är medlemmar: Helsingfors universitet, Oslo universitet och Uppsala universitet.

## Publicering
Artiklar som skickas in till Arxiv referentgranskas inte, men alla bidrag granskas av moderatorer, som har till uppgift att hålla ordning i de olika arkiv och kategorier som bidragen sorteras under. Dessutom kan en ny författare behöva få sitt konto bekräftat av en redan etablerad författare, innan ett inskickat bidrag publiceras. Men om bidraget skickas in från en välkänd institutions server, så behövs i regel inget sådant bifall. En majoritet av de artiklar som förhandspubliceras på Arxiv skickas även in till vetenskapliga tidskrifter för publicering, men vissa arbeten skickas bara in till publikationsdatabaser som Arxiv utan att tryckas i referentgranskade tidskrifter. Inom flera forskningsfält inom matematik och fysik arkiveras nästan alla nyskrivna vetenskapliga artiklar, som publiceras på Arxiv, av författarna själva (egenarkivering).
Det publiceringssystem som Arxiv använder sig av gör att databasen även innehåller en del material av sämre kvalitet än man hittar i referentgranskade arkiv. Men de åtgärder som har vidtagits gör ändå att andelen artiklar på en tvivelaktig eller obefintlig vetenskaplig nivå är låg. Administratörer och moderatorer klassificerar i regel om den typen av arbeten till allmänna kategorier, t.ex. "General mathematics" (sv. "allmän matematik"), hellre än att ta bort dem.
Artiklar kan skickas in i ett flertal olika filformat och typsättningssystem, däribland TeX, LaTeX och PDF. Arxivs programvara skapar automatiskt en PDF-fil av artikeln innan den publiceras. Om det misslyckas, om en bildfil är alltför stor eller om bidraget som helhet överskrider den påbjudna maximistorleken, så nekas arkiveringen. För att underlätta för författare tillåter därför Arxiv lagring och ändring av ofullständig bidrag. Tidsstämpeln på artikeln sätts inte förrän inlämningen har slutförts.

## Licensiering
De bidrag som skickas in till Arxiv måste licensieras under ett av följande licensalternativ:
1. Bidrag kan certifieras som varande public domain (motsv. i Sverige av allmän egendom och fri användning) under Creative Commons (CC) Public Domain Declaration[d].
2. Bidrag kan tillgängliggöras under antingen CC Attribution 3.0 Unported (CC BY 3.0)[e] eller CC Attribution-NonCommercial-ShareAlike 3.0 Unported (CC BY-NC-SA 3.0)[f].
3. Upphovsrätten till de flesta bidrag som skickas in innehas av författaren. I vissa fall tillhör upphovsrätten utgivaren, varvid författaren i regel ges rätt att distribuera artikeln. Författaren kan i båda dessa fall ge Arxiv en icke-exklusiv, oåterkallelig distributionslicens, genom att använda Arxiv.org:s egen licens Non-exclusive license to distribute 1.0 (Arxiv.org)[g].

### Källnoter
1. ↑  Sidan arXiv monthly submission rate statistics.[4]
2. ↑  PDF-filen arXiv Business Model.pdf (Cornell University Library arXiv Financial Projections for 2013-2017; March 28, 2012) under webbplatsen CUL Public Wiki.[9]
3. ↑  Sidan arXiv five-year member pledges under webbplatsen CUL Public Wiki.[9]
4. ↑  Sidan Front: (In)frequently asked questions[11]
5. ↑  Sidan arXiv License Information[12]

1. ↑  preprint i engelskspråkiga Wiktionary
2. ↑  Joanne D Cohn, astrofysiker och kosmolog vid Space Sciences Laboratory och Theoretical Astrophysics Center, Department of Astronomy, University of California, Berkeley.
3. ↑  Begreppet egenarkivering ersätts ibland med parallellpublicering eller deponering; den engelska originaltermen är self-archiving.
4. ↑  CC Public Domain Declaration.
5. ↑  CC Attribution 3.0 Unported.
6. ↑  CC Attribution-NonCommercial-ShareAlike 3.0 Unported.
7. ↑  Arxiv.org: Non-exclusive license to distribute 1.0.